# Rex (Carolina del Norte)
Rex es un lugar designado por el censo ubicado en el condado de Robeson en el estado estadounidense de Carolina del Norte. La localidad en el año 2000, tenía una población de 55 habitantes en una superficie de 1.9 km², con una densidad poblacional de 28.8 personas por km².

## Geografía
Rex se encuentra ubicado en las coordenadas 34°50′53″N 79°2′31″O / 34.84806, -79.04194. Según la Oficina del Censo, la localidad tiene un área total de 1,9 km² (0,7 mi²), de la cual 1,9 km² (0,7 mi²) es tierra y 0 km² (0 mi²) (0.0%) es agua.

### Localidades adyacentes
El siguiente diagrama muestra a las localidades en un radio de 12 kilómetros (7,5 mi) de Rex.

## Demografía
En el 2000 la renta per cápita promedia del hogar era de $200.000, y el ingreso promedio para una familia era de 100.000. El ingreso per cápita para la localidad era de $148.073. Ninguno de la población estaba bajo el umbral de pobreza nacional.